# Christine Slythe-Wynn
Christine Slythe-Wynn, född 10 augusti 1961, är en friidrottare från Kanada. Hon deltog vid olympiska sommarspelen 1984 och olympiska sommarspelen 1988.